# 黃光清
黃光清（1984年10月10日—），生于胡志明市，越南足球运动员，司职后卫。现效力于越南联赛的平阳足球俱乐部，也是越南国家足球队成员。 
他在2007年亚洲杯足球赛小组赛首场比赛中攻入第一球帮助球队2-0爆冷击败了阿联酋。

## 荣誉

### 个人荣誉
- 暂无

### 团队荣誉
- 2006年 农村与农业发展银行杯 (亚军) 国家队
- 2006年 Capital SHBank杯 冠军: 2006
- 2005年 LG杯 (冠军) 国家队